# Rockport (Massachusetts)
Rockport ist ein Ort im US-Bundesstaat Massachusetts und befindet sich im Essex County. Das U.S. Census Bureau hat bei der Volkszählung 2020 eine Einwohnerzahl von 6992 ermittelt.

## Lage
Er liegt etwa 40 Kilometer (25 Meilen) nordöstlich von Boston, der Hauptstadt und größten Stadt des Staates Massachusetts und der Region Neuengland, an der Spitze von Cape Ann, nahe der Grenze zu New Hampshire, in Essex County. Rockport liegt am Endpunkt einer Nahverkehrs-Eisenbahnlinie der Massachusetts Bay Transportation Authority von Boston North Station über Newburyport nach Rockport. Der nächste internationale Flughafen ist der Logan International Airport in Boston.

## Wirtschaft
Der Ort ist heute vor allem vom Tourismus, aber auch noch von der traditionellen Hummer-Fischerei geprägt. Mit einer Fahrtstrecke von 60 Kilometer bis ins Zentrum von Boston leben viele Pendler in Rockport.